# Thagria verticalis
Thagria verticalis är en insektsart som beskrevs av Walker 1870. Thagria verticalis ingår i släktet Thagria och familjen dvärgstritar. Inga underarter finns listade i Catalogue of Life.